# Audyt
Audyt – niezależna ocena danej organizacji, systemu, procesu, projektu lub produktu.
Przedmiot audytu jest badany pod względem zgodności z określonymi standardami, wzorcami, listami kontrolnymi, przepisami prawa, normami lub przepisami wewnętrznymi organizacji (polityki, procedury).

## Opis
Wyraz „audyt” pochodzi od łacińskiego „auditor”, tj. słuchacz, słuchający. Określenie to związane było z „przesłuchaniem rachunków“. W starożytnym Rzymie jeden urzędnik „przesłuchiwał“ – porównywał, odczytując ich treść z dokumentami innego, co miało zapobiegać błędom i stracie pieniędzy. Instytucja audytu (ang. auditing) istnieje i rozwija się od XIX wieku. Początkowo audyt był działaniem niezależnych ekspertów, którzy stwierdzali prawdziwość i jasny obraz sytuacji finansowej podmiotu gospodarczego, bądź wskazywali na jakieś niedociągnięcia. Miał on więc początkowo charakter zewnętrzny. Zmiana roli audytu nastąpiła na początku XX wieku. Organizacje, chcąc uniezależnić się od audytorów zewnętrznych, zaczęły zatrudniać własnych audytorów, którzy weryfikowali poprawność zapisów księgowych, zgodność procedur z przepisami, a także skuteczność mechanizmów kontrolnych. Rekrutowali się ze środowiska biegłych rewidentów i stąd początkowo rodzący się audyt wewnętrzny był zdominowany przez zagadnienia księgowe.
Audyt jest przeprowadzany przez niezależnych ekspertów (wewnętrznych lub zewnętrznych). Są oni nazywani audytorami. Pojęcie „audytu” stosowane jest zarówno w sektorze prywatnym, jak i publicznym.
Współcześnie audyt przeprowadzany jest w sposób ukierunkowany raczej na usprawnienie organizacji, niż na wskazanie nieprawidłowości. Nie ma charakteru represyjnego; w raporcie z audyt nie powinno wymieniać się nazwisk i wskazywać winnych. Badanie rozpoczyna się od analizy ryzyka, a podstawą badania są systemy kontroli.
Pojęcie audytu bywa mylone z kontrolą. W odróżnieniu od kontroli audyt działa na podstawie planu (kontrola często przeprowadzana jest na zlecenie), jego celem jest usprawnienie organizacji (celem kontroli jest znalezienie nieprawidłowości i winnych), skupia się na ocenie ex-ante (kontrola na ex-post), i jest niezależny.

## Rodzaje audytów

### Podział ze względu na przedmiot oceny
- audyt badania klinicznego
- audyt działalności
- audyt ekologiczny
- audyt energetyczny
- audyt etyczny
- audyt finansowy
- audyt informatyczny
- audyt jakości
- audyt marketingowy
- audyt operacyjny
- audyt oprogramowania
- audyt personalny
- audyt podatkowy
- audyt systemu
- audyt śledczy
- audyt środowiskowy
- audyt wiedzy
- audyt zgodności
- audyt produkcji
- audyt RODO

### Podział ze względu na umiejscowienie w jednostce
- audyt wewnętrzny
- audyt zewnętrzny
- audyt trzeciej strony

## Audyt czy audit
Słowo audyt w praktyce jest często zastępowane krytykowanym wariantem audit. Pomimo tego, że postać audit stanowi odstępstwo od polskich prawideł zapożyczeniowych i nie jest notowana w słownikach normatywnej polszczyzny, forma ta na stałe wpisała się w słownictwo osób (audytorów, konsultantów, menedżerów) zaangażowanych w systemy zarządzania jakością, środowiskiem i bhp. Rozpowszechnienie terminu audit jest skutkiem niefortunnego tłumaczenia norm ISO 9001 i ISO 14001 przez Polski Komitet Normalizacyjny (PKN) – nie jest on jednak konsekwentny w stosowaniu tej formy, gdyż w normie PN-ISO/IEC 27001:2007 użyto terminu audyt.
Sekretarz Rady Języka Polskiego (RJP) zwróciła się do PKN-u (RJP 52/W/2002):

[…] do Rady Języka Polskiego napływają listy użytkowników opracowywanych przez Państwa norm, którzy są zaniepokojeni stosowaniem słów audit, auditowanie w opisie polskiej normy PN-EN ISO 9000:2000 „Systemy zarządzania jakością. Podstawy i terminologia”. Pozwalamy sobie zwrócić uwagę, że choć słowniki ogólne nie notują ani wyrazów audit, auditowanie, ani audyt, audytowanie, to tylko formy audyt, audytowanie należy uznać za poprawne. Zgodnie bowiem z tradycją, obcojęzyczne połączenie di przybiera w polszczyźnie formę dy (por. dyrektor, abdykować, akredytacja itp.).

W odpowiedzi RJP otrzymała jednak wyjaśnienie, że forma audit została wcześniej zaaprobowana przez polonistę poproszonego o konsultację językową.